# Türrolle

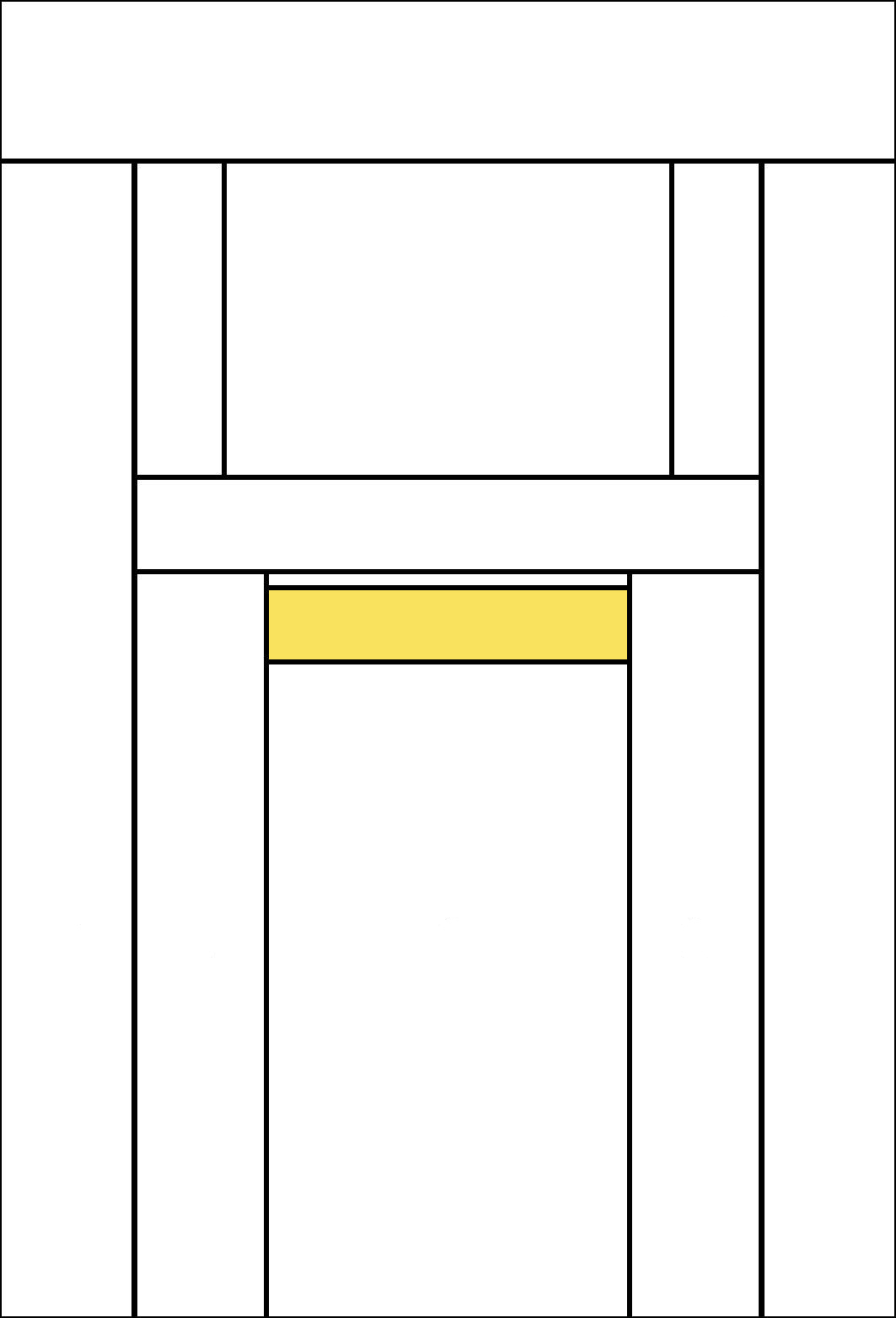
Schematische Darstellung der Position einer Türrolle auf einer Scheintür

Die Türrolle ist ein Element der altägyptischen Grabarchitektur, das vor allem im Alten Reich verwendet wurde. Sie stellt einen in Stein nachgebildeten aufgerollten und durch zwei Schlingen befestigten Mattenvorhang dar. Sie kann direkt am Grabeingang angebracht, aber auch Bestandteil einer meist im Grabinneren befindlichen Scheintür sein. Im Pyramidenbezirk des Djoser aus der 3. Dynastie sind die einzelnen Glieder des Schilfmatten-Vorhangs detailliert durch blau-grüne Fayence-Kacheln nachempfunden. Spätere Exemplare weisen eine solche Gliederung meist nicht auf und sind stattdessen glatt.

## Beispiele

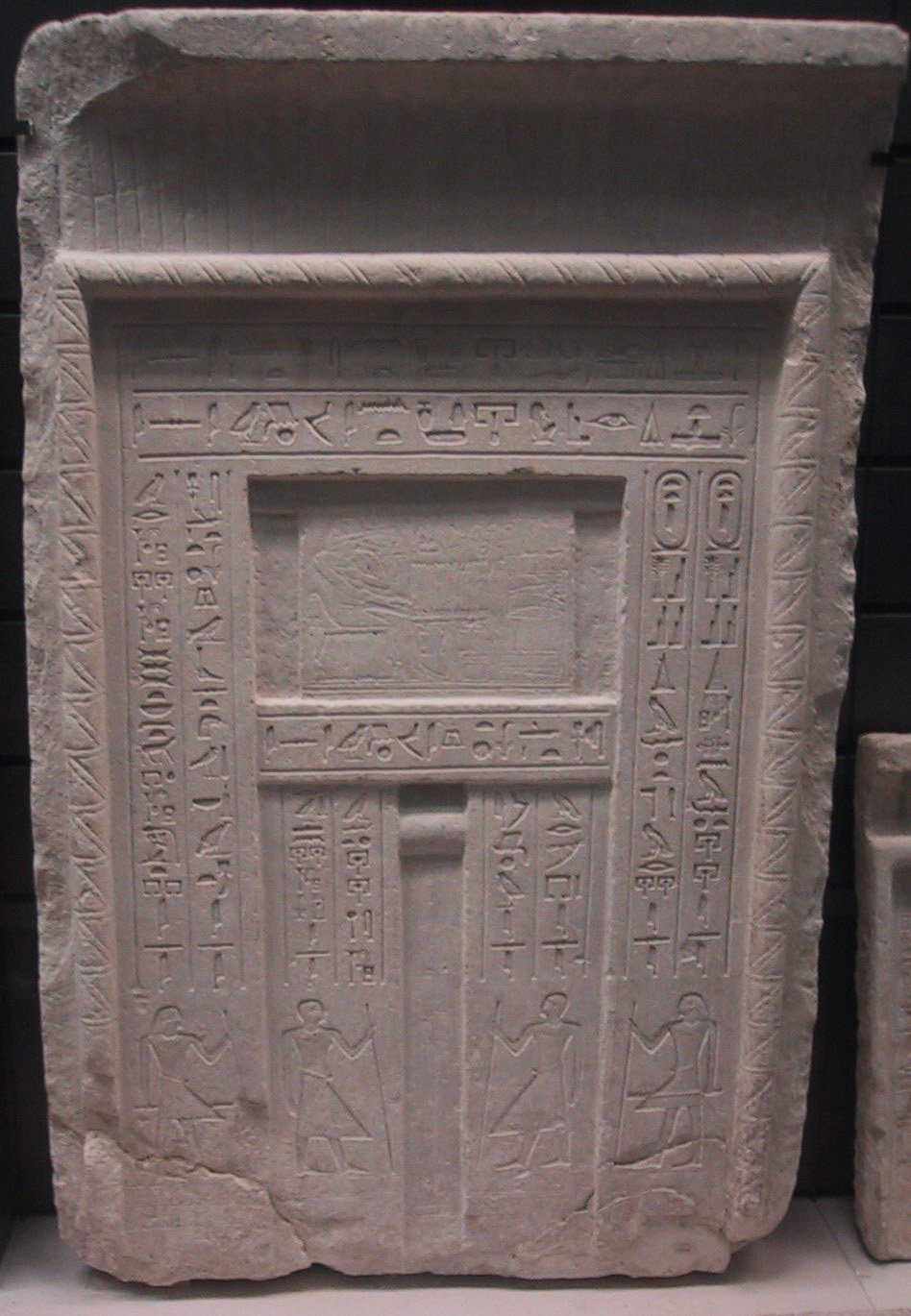
Eine Scheintür des Alten Reiches mit Türrolle
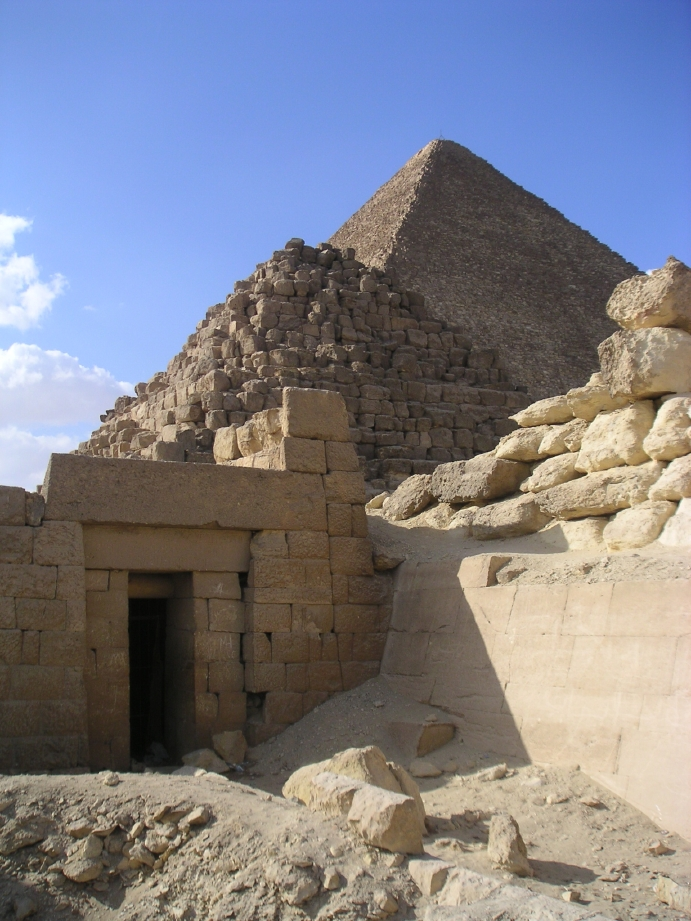
Türrolle am Eingang des Grabes von Chaefchufu II. in Gizeh